# E lucevan le stelle
E lucevan le stelle (E reluziam as estrelas, em português) é uma ária do terceiro ato da ópera Tosca, de Giacomo Puccini, com libreto de Luigi Illica e Giuseppe Giacosa. Estreou no Teatro Costanzi de Roma, em 14 de janeiro de 1900. A ária é cantada pelo personagem Mario Cavaradossi, enquanto aguardava sua execução.
Escrita em si menor, é uma das árias mais conhecidas.

## Letra
| Letra oficial em italiano E lucevan le stelle Ed olezzava la terra Stridea l'uscio dell'orto Ed un passo sfiorava la rena Entrava ella, fragrante Mi cadea fra le braccia O dolci baci, o languide carezze Mentr'io fremente Le belle forme disciogliea dai veli Svani per sempre Il sogno mio d'amore L'ora è fuggita E muoio disperato E non ho amato mai tanto la vita Tanto la vita | Letra em português E reluziam as estrelas E o solo exalava um aroma. Rangia o portão do jardim E um passo leve sobre a areia Ela entrou com seu perfume E me caiu nos braços. Oh, doces beijos! Oh, suaves caricias! Enquanto eu, trêmulo, As belas formas livrava dos véus Esvaneceu-se para sempre O meu sonho de amor. A hora se foi E morro em desespero. E nunca amei tanto a vida! |